# Fiat A.60
Le Fiat A.60 était un moteur d'avion disposant de 6 cylindres inversés, en ligne, refroidis par air, conçu et fabriqué par le constructeur italien Fiat Aviazione au début des années 1930.

## Histoire
Ce moteur a été conçu pour équiper des avions légers comme un moteur d'automobile pour voler.
Il a fait l'objet de nombreux brevets, notamment pour le mécanisme de commande des soupapes et le joint de l'arbre de distribution qui disposent d'un capotage particulier garantissant un refroidissement uniforme des cylindres.

## Les versions

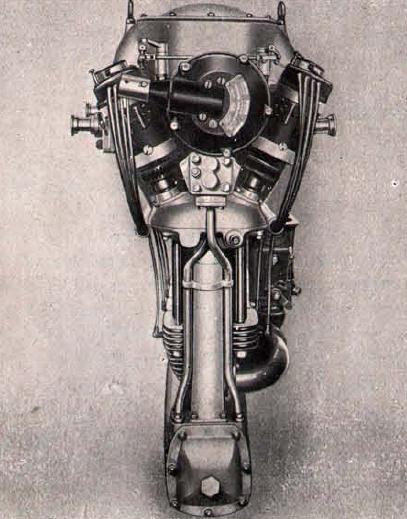
Coupe transversale du moteur Fiat A.60

En plus de la version de base A.60, Fiat Aviazione a développé la version A.60-R qui comporte un groupe réducteur avant, auto centré, et développant une puissance de 145 ch à 2 500 tours par minute, soit 1 580 tours par minute pour l'hélice.

### Utilisation
Les moteurs Fiat A.60 et A.60-R furent utilisés avec succès sur les modèles d'avions italiens, avions légers de reconnaissance et de tourisme :
 Italie
- Fiat G.2
- Fiat G.5
- Caproni Ca.100